# Volleybalclub Sneek 2019-2020
Questa voce raccoglie le informazioni riguardanti il Volleybalclub Sneek nelle competizioni ufficiali della stagione 2019-2020.

## Organigramma societario
Area direttiva
- Presidente: Jabik Broersma

Area tecnica
- Primo allenatore: Henriëtte ter Steege

## Rosa
| N° | Nome                | Ruolo | Data di nascita   | Nazionalità sportiva |
| -- | ------------------- | ----- | ----------------- | -------------------- |
| 1  | Geldou de Boer      | L     | 26 settembre 1996 | Paesi Bassi          |
| 2  | Danique Aardema     | P     | 13 maggio 1998    | Paesi Bassi          |
| 3  | Anlène van der Meer | O     | 13 luglio 1999    | Paesi Bassi          |
| 4  | Mable Hengeveld     | S     | 1995              | Paesi Bassi          |
| 5  | Monique Volkers     | C     | 9 marzo 1994      | Paesi Bassi          |
| 6  | Lieze Braaksma      | C     | 22 giugno 1996    | Paesi Bassi          |
| 7  | Sanne de Ruiter     | O     | 2001              | Paesi Bassi          |
| 8  | Britt Schreurs      | O     | 2 maggio 1998     | Paesi Bassi          |
| 9  | Nienke Tromp        | P     | 3 ottobre 1996    | Paesi Bassi          |
| 10 | Sjanet Wijnia       | S     | 17 dicembre 1998  | Paesi Bassi          |
| 11 | Roos van Wijnen     | S     | 30 marzo 1992     | Paesi Bassi          |
| 12 | Jasmijn Akse        | C     | 29 giugno 1999    | Paesi Bassi          |
| 14 | Iris Reinders       | S     | 27 ottobre 1994   | Paesi Bassi          |

## Statistiche

### Statistiche di squadra
| Competizione          | Punti | In casa | In casa | In casa | In trasferta | In trasferta | In trasferta | Totale | Totale | Totale |
| Competizione          | Punti | G       | V       | P       | G            | V            | P            | G      | V      | P      |
| --------------------- | ----- | ------- | ------- | ------- | ------------ | ------------ | ------------ | ------ | ------ | ------ |
| Eredivisie            | 30    | 12      | 6       | 6       | 10           | 5            | 5            | 22     | 11     | 11     |
| Coppa dei Paesi Bassi | -     | 0       | 0       | 0       | 3            | 2            | 1            | 3      | 2      | 1      |
| Totale                | -     | 12      | 6       | 6       | 13           | 7            | 6            | 25     | 13     | 12     |